# Oberlichte (Neuhaus am Rennweg)
Oberlichte ist mit Ascherbach, Waschdorf, Hügel und Dorst die größte Ortschaft des Ortsteils Lichte in der Stadt Neuhaus am Rennweg im Landkreis Sonneberg in Thüringen.

## Lage
Im südlichen Teil des Thüringer Waldes liegt in waldreicher Umgebung die Gemeinde Lichte mit den Ortsteilen Bock und Teich, Geiersthal, Oberlichte und Wallendorf.

## Geschichte
Die urkundliche Ersterwähnung von Lichte (Wallendorf) fand am 29. Dezember 1414 statt. Das mit Wallendorf geführte Lamprechts wurde am 21. Dezember 1386 erstmals urkundlich erwähnt. Die Geschichte des Ortsteils ist geprägt durch die über 240 Jahre alte Tradition der Porzellanherstellung. Die Wallendorfer Porzellanmanufaktur besteht seit 1764.
Die Gründung der Manufaktur Lichte Porzellan in Oberlichte, durch die Gebrüder Heubach, geht auf das Jahr 1822 zurück. Nur wenig später kauften die Gebrüder 1840 eine weitere Porzellanfabrik in Lichte hinzu und exportierten insbesondere Porzellan-Charakterpuppen wie etwa „Whistling Jim“ bis in die USA.
1950 wurden die bis dahin selbständigen Taldörfer Bock und Teich, Geiersthal, Oberlichte und Wallendorf zur Gemeinde Lichte mit damals weit mehr als 3.000 Einwohnern zusammengeschlossen. Seit 1990 gehörte die Gemeinde Lichte zur Verwaltungsgemeinschaft Lichtetal am Rennsteig, die ihren Verwaltungssitz in Lichte-Wallendorf hatte.
Zum 1. Januar 2019 wurde Lichte in die Stadt Neuhaus am Rennweg eingemeindet und wechselte damit vom Landkreis Saalfeld-Rudolstadt in den Landkreis Sonneberg.

## Kultur und Sehenswürdigkeiten
In diesem Ortsteil befindet sich das Geburtshaus von
- Albert Brödel (1897–1944), Lehrer, Heimatdichter und Chronist (Lage des Geburtshaus)
- Scherf, Gebr. Louis (1870–1955) & Albert (1876–1953), Porzellanplattenmaler, Goldmedaille auf Weltausstellung 1904 in St. Louis[5]
- Wilhelm Ulbrich (1846–1922), Modelleur, Maler, Journalist und Heimatdichter

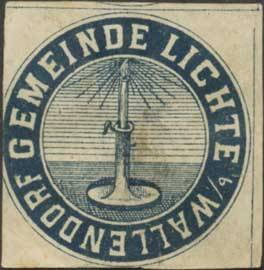
Siegelmarke (1850–1923)
Stillgelegter Bahnhof zu Lichte
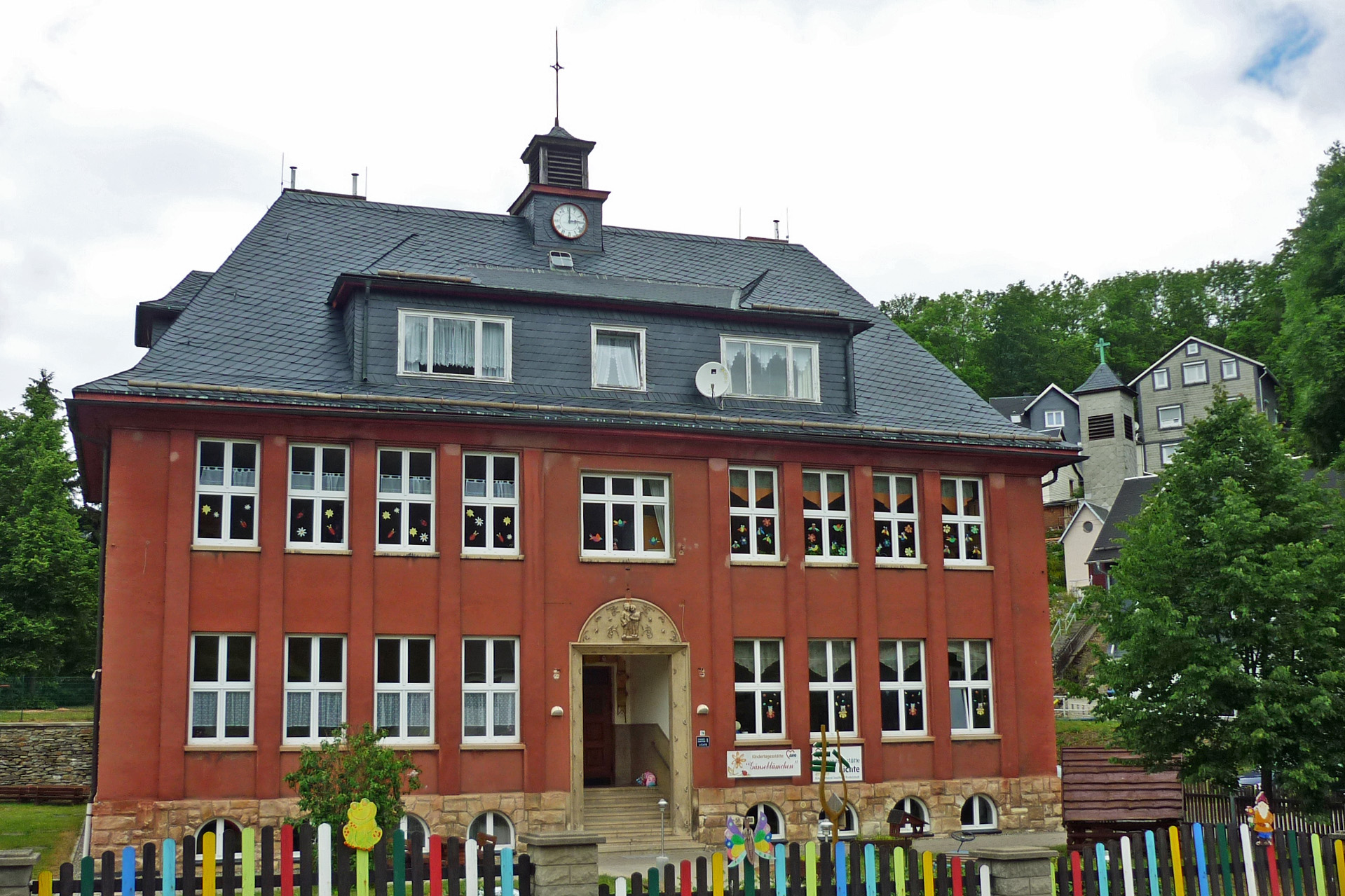
Ehemalige Schule zu Oberlichte